# Nekrolog 1561
Nekrolog
◄◄
| ◄
| 1557
| 1558
| 1559
| 1560
| 1561 | 1562 | 1563 | 1564 | 1565 | ► | ►►
Weitere Ereignisse | Allgemeiner Nekrolog 1561
Die Beschreibung der verstorbenen Person sollte so kurz wie möglich gehalten sein und nur deren signifikante Tätigkeit(en) enthalten.
Neue Namen ggf. auch unter dem Geburts- und Sterbedatum, also etwa unter 1. Januar und im Geburts- und Sterbejahr (2024) eintragen (nur bei entsprechender großer Wichtigkeit). Für Beispiele siehe die schon vorhandenen Artikel.
Außerdem über die fünf zuletzt Verstorbenen, zu denen es einen ausreichend guten Artikel für eine Präsentation auf der Hauptseite gibt, nach der todesbedingten Überarbeitung der Artikel ggf. auch unter Wikipedia Diskussion:Hauptseite informieren und sie am besten auch in den anderen Wikipedia-Sprachversionen eintragen. Tipp: Regelmäßig bei news.google.de nach „ist tot“, „gestorben“ oder „verstorben“ suchen.
Wenn eine Person gestorben ist, gibt es viele Seiten zu dieser Person in der Wikipedia, die davon auch betroffen sind und entsprechend aktualisiert werden müssen. Beispiele: Namenübersichtsseite, Geburtsjahr, Geburtsort-Seiten und viele mehr.
Wie finde ich die betroffenen Seiten?
Im Suchfeld auf der linken Seite gibt man den Suchbegriff so ein: „Vorname Nachname“. Dann klickt man auf Volltext und alle Seiten mit entsprechendem Suchtext werden aufgerufen. Hier sieht man dann schnell, wo auch das Todesjahr Sinn macht oder sogar ein Teil des Artikels angepasst werden muss. Auch hilft das „Werkzeug“ auf der linken Seite sehr gut, um solche Seiten aufzufinden: „Links auf diese Seite“. Somit ist die Wikipedia wieder aktuell in allen Bereichen! Hinweis: bei Eintragung der Kategorie „Gestorben JAHR“ wird der Missbrauchsfilter 49 ausgelöst, was jedoch nicht schlimm ist. Siehe: Spezial:Missbrauchsfilter/49
Dies ist eine Liste von im Jahr 1561 verstorbenen bekannten Persönlichkeiten. Die Einträge erfolgen innerhalb der einzelnen Daten alphabetisch sortiert. Tiere sind im Nekrolog für Tiere zu finden.

## Januar
| Tag        | Name                | Beruf, bekannt als                                                            | Alter | Beleg |
| ---------- | ------------------- | ----------------------------------------------------------------------------- | ----- | ----- |
| 1. Januar  | Pedro de Ursúa      | baskisch-spanischer Eroberer in Südamerika                                    |       |       |
| 13. Januar | Friedrich Magnus I. | Regent und regierender Graf der Grafschaft Solms                              |       |       |
| 31. Januar | Bairam Khan         | turkmenischer Feldherr, Berater und Regent für den unmündigen Großmogul Akbar |       |       |
| Januar     | Hans Regkmann       | deutscher Kaufmann und Chronist                                               |       |       |
| Januar     | Menno Simons        | niederländischer Theologe; Namensgeber der Mennoniten                         |       |       |

## Februar
| Tag         | Name                     | Beruf, bekannt als                 | Alter | Beleg |
| ----------- | ------------------------ | ---------------------------------- | ----- | ----- |
| 4. Februar  | Robert II. de Lénoncourt | französischer Kardinal             |       |       |
| 26. Februar | Jorge de Montemayor      | portugiesischer Dichter und Sänger |       |       |

## März
| Tag      | Name                      | Beruf, bekannt als                                   | Alter | Beleg |
| -------- | ------------------------- | ---------------------------------------------------- | ----- | ----- |
| 4. März  | Carlo Carafa              | Soldat und Kardinal                                  | 43    |       |
| 8. März  | Andreas Bussmann          | Kaufmann und Ratsherr der Hansestadt Lübeck          |       |       |
| 10. März | Johannes Saxonius         | deutscher Humanist                                   |       |       |
| 14. März | Petrus Conradi            | deutscher Theologe und Domdechant am Havelberger Dom |       |       |
| 21. März | Hermes Schallautzer       | Bürgermeister von Wien und Stadtrichter              |       |       |
| 25. März | Conrad Lycosthenes        | Humanist und Enzyklopädist                           | 42    |       |
| 28. März | Bartholomäus V. Welser    | Augsburger Patrizier und Großkaufmann                | 76    |       |
| 30. März | Andrés Hurtado de Mendoza | spanischer Offizier; Vizekönig von Peru              |       |       |

## April
| Tag       | Name                   | Beruf, bekannt als                                                                      | Alter | Beleg |
| --------- | ---------------------- | --------------------------------------------------------------------------------------- | ----- | ----- |
| 14. April | Gregor von Nallingen   | Stadtschreiber und Syndikus in Heilbronn                                                |       |       |
| 16. April | Ahmed Taşköprüzade     | osmanischer Gelehrter                                                                   | 65    |       |
| 17. April | Johannes Tiedemann     | Bischof von Lübeck                                                                      |       |       |
| 24. April | Laurentius Kercher     | katholischer Geistlicher, letzter Dekan des Kollegiatstiftes Neustadt an der Weinstraße |       |       |
| 28. April | Heinrich von Pflummern | deutscher Chronist                                                                      | 85    |       |

## Mai
| Tag     | Name               | Beruf, bekannt als                                       | Alter | Beleg |
| ------- | ------------------ | -------------------------------------------------------- | ----- | ----- |
| 3. Mai  | Nikolaus Herman    | deutscher Kantor, Lehrer und Schöpfer von Kirchenliedern |       |       |
| 4. Mai  | Karl               | Fürst von Anhalt                                         | 26    |       |
| 16. Mai | Jan Amor Tarnowski | polnischer Großhetmans der Krone und Politiker           |       |       |
| 23. Mai | Juan de Hoyos      | spanisch-österreichischer Adeliger                       |       |       |

## Juni
| Tag      | Name                      | Beruf, bekannt als                                      | Alter | Beleg |
| -------- | ------------------------- | ------------------------------------------------------- | ----- | ----- |
| 6. Juni  | Katharina von Mecklenburg | Herzogin von Sachsen                                    |       |       |
| 6. Juni  | Ridolfo Ghirlandaio       | italienischer Maler                                     | 78    |       |
| 13. Juni | Hans von Dehn-Rothfelser  | sächsischer Hofbeamter und Bauintendant der Renaissance |       |       |

## Juli
| Tag      | Name                  | Beruf, bekannt als                                    | Alter | Beleg |
| -------- | --------------------- | ----------------------------------------------------- | ----- | ----- |
| 5. Juli  | Ambrosius Pelargus    | Dominikaner und Kontroverstheologe                    |       |       |
| 9. Juli  | Sebald Heyden         | deutscher Kantor, Schulleiter und geistlicher Dichter | 61    |       |
| 10. Juli | Dionysius Melander    | deutscher reformierter Theologe                       |       |       |
| 12. Juli | Rüstem Pascha         | osmanischer Großwesir                                 |       |       |
| 14. Juli | Obata Toramori        | Samurai gegen Ende der Sengoku-Zeit                   |       |       |
| 17. Juli | Vojtěch von Pernstein | böhmisch-mährischer Adliger                           | 28    |       |

## August
| Tag        | Name                         | Beruf, bekannt als                                                             | Alter | Beleg |
| ---------- | ---------------------------- | ------------------------------------------------------------------------------ | ----- | ----- |
| 2. August  | Hans Kemmer                  | deutscher Maler der Renaissance                                                |       |       |
| 2. August  | Johann Weiß                  | deutscher lutherischer Theologe                                                |       |       |
| 3. August  | Heinrich von Witzleben       | Besitzer der Burg Wendelstein                                                  | 51    |       |
| 7. August  | Wolfgang von Closen          | Bischof von Passau (1555–1561)                                                 |       |       |
| 9. August  | Claude de Longwy de Givry    | französischer Kardinal                                                         |       |       |
| 10. August | Ambrosius Widmann            | deutscher Jurist und Kleriker                                                  |       |       |
| 23. August | Caspar Rudolph               | deutscher Philosoph, Schulmann und Hochschullehrer                             | ~60   |       |
| 23. August | Reiner von Velen der Jüngere | Domherr in Münster                                                             |       |       |
| 28. August | Jacqueline de Longwy         | französische Adlige                                                            |       |       |
| 31. August | Pierre Davantès              | Humanist, Altphilologe, Drucker und Komponist von Melodien des Genfer Psalters |       |       |

## September
| Tag           | Name              | Beruf, bekannt als                                      | Alter | Beleg |
| ------------- | ----------------- | ------------------------------------------------------- | ----- | ----- |
| 8. September  | Claude Baduel     | Schweizer evangelischer Geistlicher und Hochschullehrer |       |       |
| 10. September | Takeda Nobushige  | japanischer General der Sengoku Zeit                    |       |       |
| 10. September | Yamamoto Kansuke  | japanischer Feldherr                                    |       |       |
| 11. September | Christoph Metzler | Bischof von Konstanz                                    |       |       |
| 25. September | Andreas Martini   | deutscher evangelischer Theologe                        |       |       |
| 30. September | Michael Helding   | deutscher katholischer Bischof, Dichter des Humanismus  |       |       |

## Oktober
| Tag         | Name                | Beruf, bekannt als                                | Alter | Beleg |
| ----------- | ------------------- | ------------------------------------------------- | ----- | ----- |
| 6. Oktober  | Christoph Tiedemann | deutscher Domherr                                 |       |       |
| 9. Oktober  | Kaspar Brunner      | Schweizer Schmied und Uhrmacher                   |       |       |
| 23. Oktober | Johannes Salat      | Schweizer Dramatiker und Historiker               |       |       |
| 27. Oktober | Lope de Aguirre     | baskisch-spanischer Eroberer in Südamerika        |       |       |
| 28. Oktober | Jacob Beurlin       | deutscher Humanist, Theologe, Reformator          |       |       |
| 31. Oktober | Wendelin Merbot     | Zisterzienser, letzter Abt des Klosters Otterberg |       |       |

## November
| Tag          | Name           | Beruf, bekannt als                              | Alter | Beleg |
| ------------ | -------------- | ----------------------------------------------- | ----- | ----- |
| 8. November  | Ippolito Costa | italienischer Maler                             |       |       |
| 11. November | Hans Tausen    | dänischer evangelischer Theologe und Reformator |       |       |
| 14. November | Philipp III.   | deutscher Adliger, Graf von Hanau-Münzenberg    | 34    |       |

## Dezember
| Tag          | Name                | Beruf, bekannt als                                                                                        | Alter | Beleg |
| ------------ | ------------------- | --- | ----- | ----- |
| 6. Dezember  | Joachim             | Fürst von Anhalt-Dessau                                                                                   | 52    |       |
| 10. Dezember | Kaspar Schwenckfeld | schlesischer Reformator und religiöser Schriftsteller                                                     |       |       |
| 13. Dezember | Johann III.         | Graf von Nassau-Beilstein                                                                                 |       |       |
| 22. Dezember | Taddeo Gaddi        | italienischer Kardinal                                                                                    | 41    |       |
| 26. Dezember | Nikolaus Schöneck   | katholischer Geistlicher, letzter katholischer Pfarrer von Neustadt an der Weinstraße vor der Reformation |       |       |

## Datum unbekannt
| Tag | Name                        | Beruf, bekannt als                                                   | Alter | Beleg |
| --- | --------------------------- | -------------------------------------------------------------------- | ----- | ----- |
|     | Barthélémy Aneau            | französischer Schriftsteller und Humanist                            |       |       |
|     | Simon Bening                | flämischer Miniaturen-Maler und Illustrator                          |       |       |
|     | Alonso Berruguete           | spanischer Bildhauer, Maler und Architekt                            |       |       |
|     | Hans Bocksberger der Ältere | österreichischer Maler                                               |       |       |
|     | Adrian Buxschott            | Theologe, Reformator                                                 |       |       |
|     | Paul Dax                    | Soldat, Maler, Glasmaler, Kartograph                                 |       |       |
|     | Marie Dentière              | reformierte Theologin und Reformationshistorikerin                   |       |       |
|     | Giovanni Battista Franco    | italienischer Maler                                                  |       |       |
|     | Cordula von Fürstenberg     | Äbtissin von Geseke                                                  |       |       |
|     | Claude Garamond             | französischer Schriftgießer, Typograf, Stempelschneider und Verleger |       |       |
|     | Georg IV. Fuchs von Rügheim | Bischof von Bamberg                                                  |       |       |
|     | Hans Geyer von Osterburg    | österreichischer Adliger und Beamter                                 |       |       |
|     | Eustachius von Harras       | Letzter des Adelsgeschlechts derer von Harras zu Lichtenwalde        |       |       |
|     | Antoine Marcourt            | Theologe und Reformator der Romanischen Schweiz                      |       |       |
|     | Karsten Middeldorp          | deutscher Geschütz- und Glockengießer                                |       |       |
|     | Bernhard von Mila           | schwedischer Admiral, sächsischer Oberst und Landvogt                |       |       |
|     | Bernhard von Prittwitz      | schlesischer Landrat, Bezirkshauptmann und Gutsbesitzer              |       |       |
|     | Sayri Túpac                 | Inka-Herrscher                                                       |       |       |
|     | Theobald Schwarz            | evangelischer Theologe und Reformator                                |       |       |
|     | Ursula Southeil             | britische Sagenfigur, Yorkshire Folklore                             |       |       |
|     | Caspar Vopelius             | deutscher Mathematiker, Astronom und Kartograph                      |       |       |